# Guido Morselli
Guido Morselli (* 15. August 1912 in Bologna; † 31. Juli 1973 in Varese) war ein italienischer Romancier.
Morselli kam 1912 als Sohn eines reichen Unternehmers zur Welt; ab 1914 lebte die Familie in Mailand. Seine Mutter starb bereits 1924, als er zwölf Jahre alt war. Er studierte Jura und promovierte 1935. Nach dem Zweiten Weltkrieg zog sich Morselli zunächst in die Familienvilla in Varese zurück, später lebte er in einem eigenen Haus im Varesotto, einem hügeligen Voralpengebiet zwischen dem Lago Maggiore im Westen und dem Comer See im Osten. Hier entstand der Großteil seiner Schriften. Zu Lebzeiten gelang es ihm lediglich, einige Essays zu publizieren. Für seine Romane fand er keinen Verlag. 1973 nahm er sich – nach jahrelangen Absagen durch Verleger – das Leben. Als erster Roman wurde 1974 „Roma senza papa“ veröffentlicht; das Buch weckte sofort großes Interesse an dem Autor und seinem Werk, sodass innerhalb kürzester Zeit sechs weitere Romane erschienen.

## Werke (Auswahl)
- Roma senza Papa. Cronache romane di fine secolo ventesimo, 1974 (dt. Rom ohne Papst. Römische Berichte vom Ende des zwanzigsten Jahrhunderts, übers. von Arianna Giachi, Insel Verlag Frankfurt am Main 1976)
- Contro-passato prossimo, 1975 (dt. Licht am Ende des Tunnels, übers. von Arianna Giachi, Claassen Düsseldorf 1977; Neuausgabe Suhrkamp Taschenbuchverlag, Frankfurt am Main 1980, ISBN 3-518-38707-3)
- Divertimento 1889, 1975 (dt. Ein Ausflug Seiner Majestät – Divertimento in der Schweiz, übers. von Ragni Maria Gschwend, Claassen Düsseldorf 1980)
- Il comunista, 1976
- Dissipatio H. G., 1977 (dt. Dissipatio humani generis oder Die Einsamkeit, übersetzt von Ragni Maria Gschwend, Insel Verlag Frankfurt am Main 1990)
  - gleichnamige Hörspielbearbeitung von Michael Krüger, Regie: Henri Hüster, Produktion: NDR in Kooperation mit Deutschlandradio 2021[1]
- Un dramma borghese, 1978 (dt. Liebe einer Tochter, übers. von Ariana Giachi, Insel Verlag, Frankfurt am Main 1984; Neuausgabe Suhrkamp Taschenbuchverlag, Frankfurt am Main 1988, ISBN 3-518-38068-0)
- Incontro col comunista, 1980